# André Weßels
André Weßels, né le 21 octobre 1981 est un escrimeur allemand pratiquant le fleuret. Il est droitier. Il a été médaillé de bronze lors des championnats d'Europe d'escrime 2009. 
Il a connu un début de carrière très précoce, remportant trois épreuves de coupes du monde de fleuret en 2002 et 2003 avant de connaitre une période plus difficile pour ne réapparaitre en haut des classements qu'en 2009.

## Palmarès
- Championnats du monde d'escrime
  -  Médaille de bronze par équipes aux championnats du monde d'escrime 2011 à Catane

- Championnats d'Europe d'escrime
  -  Médaille de bronze aux championnats d'Europe d'escrime 2009 à Plovdiv

- Coupe du monde d'escrime
  - Vainqueur de trois épreuves de Coupe du monde (Vienne et Copenhague en 2002 puis Shanghaï en 2003)